# John Edward Thompson

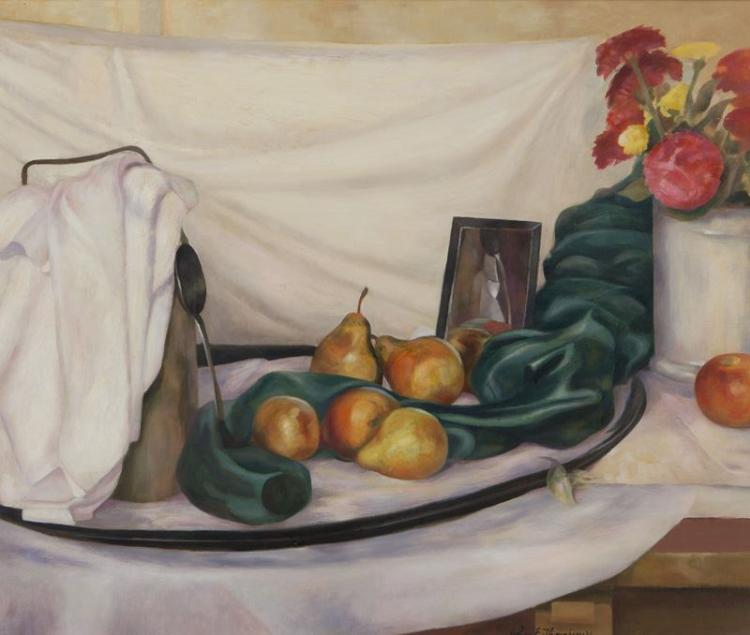
John E. Thompson: Untitled (Stillleben mit Birnen) Öl auf Leinwand, 1936

John Edward Thompson (* 3. Januar 1882 in Buffalo, New York; † 1945 in Colorado) war ein US-amerikanischer Künstler und Kunstpädagoge, dessen berufliche Laufbahn hauptsächlich mit Denver und dem Bundesstaat Colorado verbunden war. Über einen Zeitraum von mehr als dreißig Jahren prägte er maßgeblich die Kunstszene und Kunstpädagogik in der Region. In der ersten Hälfte des 20. Jahrhunderts galt er als eine zentrale Figur der Moderne in Colorado.

## Leben
Seine künstlerische Ausbildung begann im Alter von 14 Jahren mit ersten Zeichnungen. Er studierte an der Art Students League of Buffalo bei Lucius Hitchcock und anschließend an der Art Students League of New York bei Frank Vincent DuMond. Ein Stipendium ermöglichte ihm ein weiteres Studium an der Chase School of Art (auch bekannt als New York School of Art). 1902 reiste John Edward Thompson nach Europa, wo er zunächst in Étaples (Frankreich) bei Myron Barlow arbeitete. Im selben Jahr trat er in die Académie Julian in Paris ein, wo er von Jean-Paul Laurens, Henri Royer und Marcel Baschet unterrichtet wurde. Gleichzeitig studierte er an der Académie La Palette unter Jacques-Émile Blanche, wo er von Charles Cottet, Lucien Simon und Edmond Aman-Jean beeinflusst wurde. 1904 lässt sich John Edward Thompson für etwa eineinhalb Jahre in Laren in den Niederlanden nieder, wo er die Bekanntschaft von Johannes Albert Neuhuys und Jozef Israëls machte. Zwei seiner Werke wurden 1904 im Salon der Société des Artistes Français ausgestellt. Nach seiner Rückkehr nach Paris 1905 wandte er sich zunehmend von der akademischen Malerei ab und beschäftigte sich im Louvre und anderen Museen mit klassischen und modernen Kunstformen. Wichtige Anregungen erhielt er von Cézanne, Daumier, Renoir, Toulouse-Lautrec und Van Gogh. 1905 sah er die Werke der Fauves im Salon d’Automne und 1907 die Cézanne-Retrospektive. Zwischen 1905 und 1908 arbeitete John Edward Thompson im Atelier des englischen Farbtheoretikers Percyval Tudor-Hart und vertiefte seine Kenntnisse in Farbenlehre und Komposition. Weitere Stationen seines Schaffens in Frankreich waren Chezy-sur-Marne, Gargilesse-Dampierre, Martigues, Aix, Marseille sowie Reisen nach England, Spanien und Italien.
Mit dem Ausbruch des Ersten Weltkriegs kehrte er 1914 in die USA zurück und reiste kurz darauf nach Colorado, wo ihn die Landschaft inspirierte. 1915 heiratete er Harriette C. Brown, 1917 zog das Paar nach Denver. Zu seinen Schülern in Buffalo gehörten Józef Bakoś und Walter Mruk, die ihn nach Denver begleiteten und später Mitbegründer der Künstlergruppe Los Cinco Pintores in Santa Fe wurden. In den 1920er Jahren gehörte John Edward Thompson zum Lehrkörper der Santa Fe Art School, zusammen mit Andrew Dasburg, B.J.O. Nordfeldt und Walter Ufer. 1919 organisierte er mit seinen Studenten eine Ausstellung moderner Kunst in Denver, die als Denver Armory Show bekannt wurde. Sie wurde von der lokalen Presse heftig kritisiert. Trotz aller Widerstände war John Edward Thompson fortan eine wichtige Figur bei der Förderung moderner Kunst in Colorado. In den 1920er Jahren unterrichtete er an verschiedenen Kunstinstitutionen, unter anderem an der Denver Academy of Fine and Applied Arts und später an der University of Denver, wo er bis zu seinem Tod Professor für Zeichnung und Malerei war. Thompson verstarb 1945. Sein künstlerisches Erbe wurde posthum durch mehrere Retrospektiven gewürdigt. Er war Mitglied des Denver Atelier, einem Kreis von Künstlern und Architekten. Zu seinen Schülern zählten Donald Bear, Josephine Hurlburt, Charles F. Ramus und Frank Vavra. Als Pädagoge betonte er die Bedeutung solider Grundlagen in Zeichnung und Komposition.